# Feritcan Şamlı
Feritcan "Ferit" Şamlı, né le 29 janvier 1994 à Istanbul, est un coureur cycliste turc. Il évolue au sein de l'équipe Spor Toto. 

## Biographie
Feritcan Şamlı naît le 29 janvier 1994 en Turquie.
Membre de Brisaspor en 2013, il entre dans l'équipe Torku Şekerspor en 2014, année où il devient champion de Turquie sur route.

## Palmarès et résultats

### Palmarès par année
- 2009[1]
  - 3e du championnat de Turquie du contre-la-montre cadets
- 2011
  -  Champion de Turquie du contre-la-montre juniors
- 2012
  -  Champion de Turquie du contre-la-montre juniors
- 2013
  - 2e du championnat de Turquie du contre-la-montre[n 1]
- 2014
  -  Champion de Turquie sur route
- 2015
  - 4e étape du Tour d'Ankara
  - 2e du Tour d'Aegean
  - 3e du championnat de Turquie sur route espoirs
  - 3e du championnat de Turquie du contre-la-montre espoirs
- 2016
  -  Champion de Turquie du contre-la-montre espoirs
  - Prologue du Tour d'Ankara
  - 2e du championnat de Turquie du contre-la-montre
  -  Médaillé d'argent du championnat des Balkans du contre-la-montre espoirs
  - 3e du championnat de Turquie sur route espoirs
- 2017
  - 2e du championnat de Turquie du contre-la-montre

### Classements mondiaux
| Année           | 2013   | 2014 | 2015 | 2016 | 2017   |
| --------------- | ------ | ---- | ---- | ---- | ------ |
| UCI Europe Tour | 1 148e | 331e | 229e | 624e | 1 014e |